# Voliminal: Inside the Nine
Voliminal: Inside the Nine е двойно DVD, създадено от групата Слипнот. Издадено е на 5 декември (2 декември за Австралия) 2006 г. На първия диск има 80-минутен филм, писан от Шон Крахан, а съдържанието на втория диск е всички клипове на групата, включително и на „Vermilion Pt. 2“, чийто клип дотогава не е издаван, освен това и много интервюта с групата без маски. Според главния китарист на групата #7Мик Томпсън, това DVD хвърля поглед върху групата докато е на турне, но извън сцената не само като запис на концерт на живо. Той казва „Ще видите как протичат дните ни“, както и за новото видео „няма да е като нищо правено дотогава, ще има повече забавни моменти от предишното DVD“. Voliminal: Inside the Nine съдържа следващото ниво клипове на Слипнот, подобно на Disasterpieces, което съдържаше всички издадени видеоклипове от първия и втория им албум. Освен това вторият диск съдържа 9 изпълнения на живо.
- (sic)
- The Blister Exists
- EyeLess
- Duality
- Vermillion
- The Heretic Anthem
- Pulse Of The Maggots
- Before I Forget
- People = Shit